# James Skene, Lord Curriehill
Sir James Skene, Lord Curriehill (1578 – 1633) foi um juiz escocês do século XVII e senador do Colégio de Justiça . 

## Vida

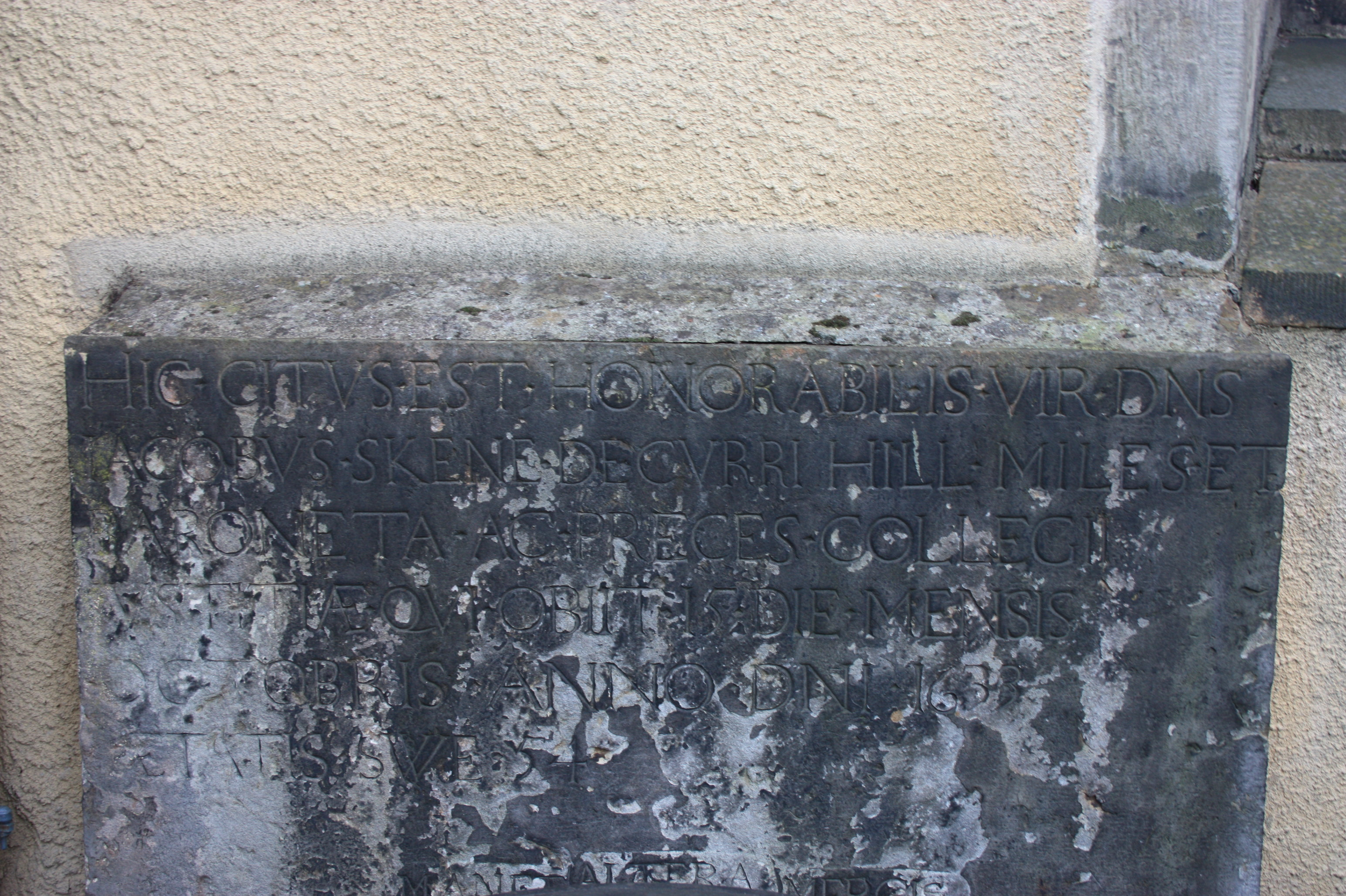
O túmulo de John Skene, Lord Curriehill, Greyfriars Kirkyard, Edimburgo

Ele era filho de Sir John Skene de Curriehill e Helen Somerville de Cambusnethan . Ele nasceu no Castelo Curriehill, perto de Currie, ao sul de Edimburgo .  Ele se formou como advogado em Edimburgo .
Em junho de 1612 foi eleito senador do Colégio de Justiça e assumiu o título anteriormente usado por seu pai, Lord Curriehill .  Em fevereiro de 1628, ele comprou o título de baronete na Nova Escócia . Posteriormente, foi promovido a Presidente do Colégio de Justiça. 

## Morte
Ele morreu em 20 de outubro de 1633 em sua casa perto da Escola Secundária de Edimburgo, perto do Flodden Wall . Ele foi enterrado em 25 de outubro no chão de Greyfriars Kirk . Sua lápide foi redescoberta no século 19 e movida para o exterior, onde agora fica na parede externa norte de Greyfriars Kirk em Greyfriars Kirkyard . 

## Família
Ele era casado com duas pessoas diferentes, cada uma chamada Janet Johnston (possivelmente primas uma da outra).  Uma dessas Janets parece ser irmã do colega jurídico de James, Archibald Johnston, Lord Warriston . Após sua morte, Janet casou-se com George Winram, Lord Liberton .
Ele era pai de John Skene, Lord Curriehill II, que vendeu o Castelo Curriehill para um primo, Samuel Johnston, em 1656. 